# Ingrid Hirschhofer
Ingrid Hirschhofer (ur. 30 listopada 1963 w Schwarzensee) – austriacka narciarka na trawie, wielokrotna mistrzyni świata i Europy.